# O viață (film din 1958)
O viață (titlul original: în franceză ) este un film dramatic francez, realizat în 1958 de regizorul Alexandre Astruc, după romanul omonim al scriitorului Guy de Maupassant, protagoniști fiind actorii Maria Schell, Christian Marquand, Antonella Lualdi și Ivan Desny.

## Rezumat
Normandia la sfârșitul secolului al XIX-lea. Jeanne, după o copilărie fericită care a trăit în afecțiunea părinților ei pe domeniul lor, se căsătorește cu Julien. Acesta, un băiat frumos, cinic și brutal care a salvat-o de la înec în timpul unei furtuni când ea ieșise cu barca pe mare, se căsătorește cu ea doar din interes pentru zestrea ei, fapt de care Jeanne își dă în curând seama. După un timp, Julien o lasă gravidă pe Rosalie, tânăra lor servitoare. Jeanne deși realizează ce s-a întâmplat și al cui e copilul, totuși î-și iertă soțul pentru infidelitatea lui. 
Dar când în vecini se mută o familie tânără iar frumoasa și senzuala Gilberte pune ochii pe Julien, izbucnește drama. După ce soțul Gilbertei, Foucheville, a descoperit aventura lor, bănuind că se întâlnesc în cotiga ciobănească de pe malul înalt al faleezei, turbat de furie, contrar rugăminților Jeannei, se duce să îi caute...

## Distribuție
- Maria Schell – Jeanne Dandieu
- Christian Marquand – Julien de Lamare
- Antonella Lualdi – Gilberte de Fourcheville
- Ivan Desny – Monsieur de Fourcheville
- Pascale Petit – Rosalie
- Louis Arbessier – Monsieur Dandieu
- Marie-Hélène Dasté – Format:Mme Dandieu
- Gérard Darrieu – un pêcheur
- Andrée Tainsy – Ludivine
- Michel de Slubicki – Paul de Lamare
- Alexandre Astruc –

## Literatură
- Guy de Maupassant, O viață, tradus de Otilia Cazimir, București, 1970: Editura Eminescu, Colecția: Romanul de dragoste, 246 pag.;